# 692
Năm 692 là một năm trong lịch Julius.